# Hüvelyk Matyi és Hüvelyk Panna kalandjai
A Hüvelyk Matyi és Hüvelyk Panna kalandjai (eredeti cím: The Adventures of Tom Thumb and Thumbelina) 2002-ben megjelent amerikai 2D-s számítógépes animációs film. A videófilm a Miramax és a Hyperion Pictures gyártásában készült, a Buena Vista Home Video forgalmazásában jelent meg. Műfaja zenés fantasyfilm.
Amerikában 2002. augusztus 6-án, Magyarországon 2003-ban adták ki VHS-en.

## Cselekmény
A főhősök, Hüvelyk Matyi és Hüvelyk Panna. Két hüvelyknyi méretű hős a Grimm fivérek meséiéből és Andersen a mesemondó meséiből. Ebben a mesében szerepelnek legelsőként közösen, amely egy eredeti mese. A fiatal Hüvelyk Matyi és Hüvelyk Panna elmenekülnek a falujukból, amikor a házaikat egy óriás lerombolja. Több év elteltével, amire már felnőnek, újból találkoznak egymással és nekilátnak, hogy felkutassák az olyan örökségeiket, amiket elfelejtettek, azzal az apró emlékkel, amely megmaradt gyermekkorukból.

## Szereplők
| Szereplő             | Eredeti hang         | Magyar hang         | Leírás                                                     |
| -------------------- | -------------------- | ------------------- | ---------------------------------------------------------- |
| Hüvelyk Matyi        | Elijah Wood          | Dévai Balázs        | Az egyik hüvelyk méretű főhős, aki a fiú.                  |
| Hüvelyk Panna        | Jennifer Love Hewitt | Bognár Anna         | A másik hüvelyk méretű főhős, aki a lány.                  |
| Leora                | Yvette Freeman       | Rátonyi Hajni       | Az egér hölgy.                                             |
| Albertine            | Rachel Griffiths     | Orosz Anna          | A fecske hölgy.                                            |
| Vakond király        | Peter Gallagher      | Faragó András       | A vakondok királya.                                        |
| Godfrey              | Jon Stewart          | Kerekes József      | Vakondkirály egyik szolgája.                               |
| Daniel               | John Patrick White   | Kálloy Molnár Péter | Vakondkirály másik szolgája, aki monokli szemüveget visel. |
| Ben                  | Robert Guillaume     | Makay Sándor        | A teherautó sofőr, Hüvelyk Matyi gazdája.                  |
| Roman                | Michael Chiklis      | Forgács Gábor       | A cirkuszigazgató, Hüvelyk Panna gazdája.                  |
| Webster király       | Michael Chiklis      | Rékai Nándor        | A tündérek királya, Hüvelyk Panna apja.                    |
| Királynő             | Bebe Neuwirth        | Ősi Ildikó          | A tündérek királynője, Hüvelyk Panna anyja.                |
| Rovar gyűjtő fiú     | Jack Johnson         | Morvay Gábor        | A kövér szemüveges fiú.                                    |
| Gibson               | Yul Vazquez          | Szatmári Attila     | Az egyik egér.                                             |
| Vargas               | Esai Morales         | Péter Richárd       | A másik egér.                                              |
| Margaret             | Jane Leeves          | Málnai Zsuzsa       | Az egyik bogár lány.                                       |
| Shelley              | Emma Samms           | Szabó Éva           | A másik bogár lány.                                        |
| Bertha               | Alexandra Boyd       | Menszátor Magdolna  | A harmadik bogár lány.                                     |
| Muszkli              | N/A                  | Bodrogi Attila      | A cirkusz társulat tagjai.                                 |
| Vézna                | N/A                  | Némedi Mari         | A cirkusz társulat tagjai.                                 |
| Tűfej                | N/A                  | Szokol Péter        | A cirkusz társulat tagjai.                                 |
| Cirkuszi albínó egér | N/A                  | Mics Ildikó         | Hüvelyk Panna barátai a cirkusz társulat tagjai.           |
| Cirkuszi majom       | N/A                  | Janovics Sándor     | Hüvelyk Panna barátai a cirkusz társulat tagjai.           |
| Véreb                | N/A                  | Dobránszky Zoltán   | Hüvelyk Matyi egyik kutyabarátja.                          |

## Televíziós megjelenések
- TV2 + (VHS)
- Story4